# Morchellaceae
Morchellaceae es una familia de hongos ascomicetos en el orden Pezizales. Los miembros más conocidos son las «colmenillas verdaderas» del género Morchella, muy apreciadas y recogidas comercialmente, las morillas de dedal del género Verpa y un género de hongos en forma de copa Disciotis.

## Géneros
- Costantinella
- Disciotis
- Morchella
- Verpa
- Kalapuya
- Imaia
- Leucangium
- Fischerula

## Descripción
Además del género anamorfo Costantinella, los tres géneros restantes de Morchellaceae se distinguen por la morfología del ascocarpo. Las especies de Morchella tienen un ascocarpo con un píleo en forma de esponja, con un estípite hueco y píleo. Las especies de Verpa tienen un píleo en forma de copa o dedal, liso o arrugado sobre un estípite hueco. Disciotis tiene un píleo en forma de copa con pliegues himeniales en forma de vena y un estípite pequeño o inexistente. Las ascosporas son elipsoides, lisas y generalmente hialina.
Desarrollan ascocarpos grandes con pie, cuyo píleo es similar a una esponja al presentar muchos alveolos; en el género Disciotis los apotecios son discoidales o cupuliformes. El rasgo diferenciador de la familia Morchellaceae es presentar ascosporas siempre plurinucleadas, con entre 20 y 60 núcleos cada una, que además tienen un gran número de pequeñas gútulas externas a ambos extremos del epiplasma, lo que les da un aspecto característico.
A nivel microscópico, desarrollan ascas cilíndricas que contienen ocho ascosporas unicelulares que carecen de pared gruesa, ornamentación o gotas de aceite interno.